# 阿诺德·奥斯
阿诺德·奥斯（英語：Arnold Oss，1928年4月18日—），明尼苏达州人，美国男子冰球运动员。他曾代表美国国家队参加1952年冬季奥林匹克运动会冰球比赛，获得一枚银牌。